# Place de l'Émir-Abdelkader (Alger)
 (février 2017).
Si vous disposez d'ouvrages ou d'articles de référence ou si vous connaissez des sites web de qualité traitant du thème abordé ici, merci de compléter l'article en donnant les références utiles à sa vérifiabilité et en les liant à la section « Notes et références ».
Pour les articles homonymes, voir Place de l'Émir-Abdelkader.
La place de l'Émir-Abdelkader est une place de la commune d'Alger-Centre, dans la ville d'Alger.

## Situation et accès
La place de l'Émir-Abdelkader est située à l'intersection des rues du Colonel-Haouas et Larbi Ben M'hidi. Elle est desservie à proximité par la ligne 1 du métro d'Alger à la station Ali Boumendjel, ainsi que par les lignes de bus ETUSA 67, 91.

## Origine du nom
Cette place porte son nom actuel en hommage à l'Émir Abdelkader (1808-1883) considéré comme une figure politique, intellectuelle, spirituelle de l'Algérie qui mena une lutte contre la conquête de l'Algérie par la France au milieu du XIXe siècle.

## Historique
(février 2017).

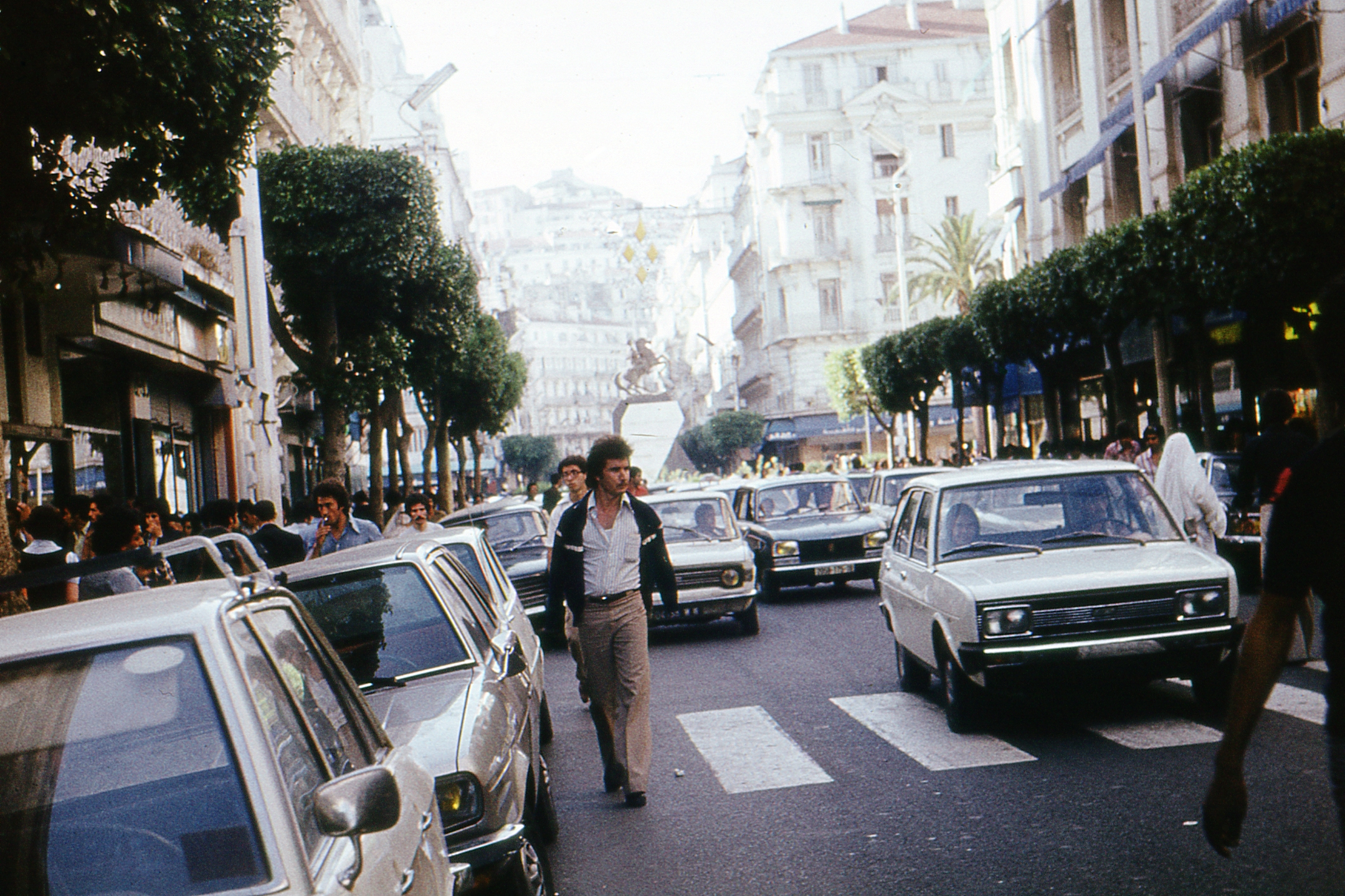
La place de l'Émir-Abdelkader en 1978

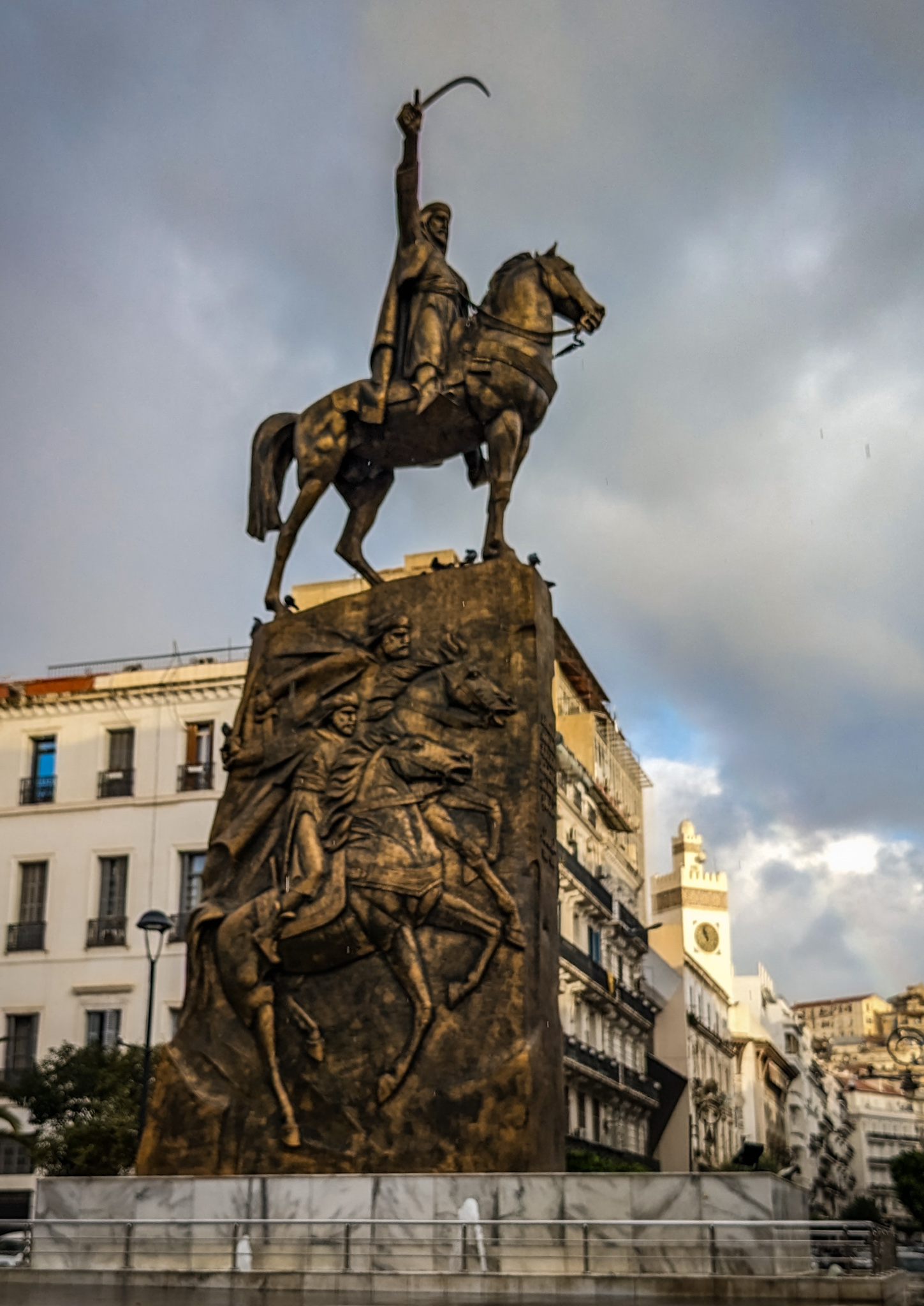
Statue de l'Émir-Abdelkader

La place de l'Émir-Abdelkader a porté le nom de « Place Bugeaud » ; il s'y trouvait la statue de ce maréchal français, figure de la colonisation. Au sud se trouve le célèbre café Milk Bar qui fut le théâtre d'un attentat du FLN durant la Bataille d'Alger le 30 septembre 1956 : une bombe posée par la militante Zohra Drif fait trois morts et une douzaine de blessés.
Au nord se trouvait le restaurant "Le Novelty", devenu un fast-food. Le bâtiment qui fait face, à gauche était le siège de la 10e région militaire de l'armée française (général Salan entre 1956 et 1961) devenu le siège du parti FLN. Avant l'érection de la statue de l’Émir-Abdelkader (la première était orientée vers la gauche, vers la Grande-Poste). Le bâtiment de droite abrite la mairie d'Alger Centre et derrière celle-ci, il y avait le Mont de piété (rue Mogador).

## Bâtiments remarquables et lieux de mémoire
- Milk Bar, salon de thé
- Mairie d'Alger Centre
- Statue équestre de l'Émir-Abdelkader du sculpteur polonais Marian Konieczny, au centre de la place.